# Atelopus arthuri
Atelopus arthuri (Arthur's stubfoot toad) es una especie de anfibio de la familia Bufonidae.
Es endémica de Ecuador.
Su hábitat natural incluye montanos secos, praderas tropicales o subtropicales a gran altitud, y ríos.
Está amenazada de extinción por la pérdida de su hábitat natural. No se ha encontrado ningún ejemplar desde la década del 1980.